# あぃ♡かちゅ
あぃ♡かちゅは、2013年に結成され、2016年に解散した日本の3人組女性アイドルグループ。所属事務所はL&W LABELS。

## 概要
元BUN☆BUN!の佐藤えりな、木崎未優により2013年11月11日11時11分に結成。「アイドル活動! 愛知で活動!? 愛は勝つ!!? 様々な思いを…」をキャッチフレーズに地元名古屋市を中心に活動。
2014年11月に練習生だった上原愛実、土屋玲奈が加入し、2015年4月にファーストシングル『いっせーの、青春れっつ☆GO!』をリリース。オリコン週間ランキングで70位（デイリー7位）を記録した。
その後上原愛実、土屋玲奈が脱退し、2016年2月からは真田ももを加えた3人編成で活動したが、2016年9月24日をもって解散した。
2016年8月にはセカンドシングル『あなたが居てくれた事』をリリースし、週間ランキング43位（デイリー4位）を記録した。

## 略歴
2013年
- 11月11日 - 佐藤えりな、木崎未優の2名で結成を発表。
- 12月21日 - 車道3STARにて開催された定期公演があぃ♡かちゅとして初めてのステージとなる[8]。

2014年
- 11月1日 - 練習生だった上原愛実、土屋玲奈が正式メンバーに昇格。4人編成に。

2015年
- 2月17日 - メンバー増員後としては最初のワンマンライブ「あぃ♡かちゅ平日ワンマンライブ〜2時間お付き合いお願いします！～」をサウンドノート名古屋にて開催[9]。
- 4月7日 - ファーストシングル『いっせーの、青春れっつ☆GO!』をリリース。
- 8月23日 - 上原愛実が学業等を理由に活動辞退。3人編成に[10][11]。

2016年
- 1月9日 - 土屋玲奈が「アイドル活動を行う上でルールに反した行いが発覚した」ことにより活動辞退。当初の2人組に戻る[12][13]。
- 2月29日 - 真田ももが加入。再び3人編成に[14]。
- 4月9日 - 2ndワンマンライブ「絶対領域」を名古屋 CLUB QUATTROにて開催[15]。
- 8月23日 - セカンドシングル『あなたが居てくれた事』をリリース。
- 8月25日 - 9月24日に解散することを発表[16]。
- 8月27日 - 初の単独東名阪ツアー「あぃ♡かちゅ東名阪 LIVE TOUR ～あなたが居てくれた事～」を東京・Shibuya Milkywayよりスタート。9月3日大阪、9月4日名古屋公演[17]。
- 9月24日 - 名古屋LIVE HALL M.I.Dにて解散ライブを行った。

## メンバー（解散時）
| 氏名                         | 生年月日               | 出身地 | 愛称       | 加入期 | 備考                                               |
| ---------------------------- | ---------------------- | ------ | ---------- | ------ | -------------------------------------------------- |
| 佐藤えりな （さとう えりな） | 1994年7月22日（30歳）  | 愛知県 | えりな     | 1期    | リーダー                                           |
| 木崎未優 （きざき みゆ）     | 1999年2月7日（26歳）   | 愛知県 | みゆちゃん | 1期    | 解散後、虹のコンキスタドール（片岡未優名義）で活動 |
| 真田もも （さなだ もも）     | 1999年12月30日（25歳） | 愛知県 | ももきゅん | 3期    | 2016年2月29日加入                                  |

## 元メンバー
| 氏名                         | 生年月日       | 出身地 | 愛称   | 加入期 | 備考                                |
| ---------------------------- | -------------- | ------ | ------ | ------ | ----------------------------------- |
| 上原愛実 （うえはら あゆみ） | 1999年10月20日 |        | あゆみ | 2期    | 2014年11月1日加入 2015年8月23日脱退 |
| 土屋玲奈 （つちや れいな）   | 1996年12月9日  |        | れいな | 2期    | 2014年11月1日加入 2016年1月9日脱退  |

## 作品

### シングル
| # | タイトル                   | 発売日        | レーベル           | 規格品番           | 収録曲 | 順位（オリコン） |
| - | -------------------------- | ------------- | ------------------ | ------------------ | --- | ---------------- |
| 1 | いっせーの、青春れっつ☆GO! | 2015年4月7日  | White Dish Records | BDRD-0003 [壱]     | 1. いっせーの、青春れっつ☆GO! 2. 涙はプライバシー | 70位             |
| 1 | いっせーの、青春れっつ☆GO! | 2015年4月7日  | White Dish Records | BDRD-0004 [弐]     | 1. いっせーの、青春れっつ☆GO! 2. 絶対GIRLS | 70位             |
| 1 | いっせーの、青春れっつ☆GO! | 2015年4月7日  | White Dish Records | BDRD-0005 [参]     | 1. いっせーの、青春れっつ☆GO! 2. 届け! 届け! 届け! | 70位             |
| 2 | あなたが居てくれた事       | 2016年8月23日 | L&W                | LANW-0001 [TYPE A] | 1. あなたが居てくれた事 2. 流星マジック 3. あなたが居てくれた事 (instrumental) 4. 流星マジック (instrumental)                                               | 43位             |
| 2 | あなたが居てくれた事       | 2016年8月23日 | L&W                | LANW-0002 [TYPE B] | 1. あなたが居てくれた事 2. サン! サン! サンシャイノベ～ション! 3. あなたが居てくれた事 (instrumental) 4. サン! サン! サンシャイノベ～ション! (instrumental) | 43位             |
| 2 | あなたが居てくれた事       | 2016年8月23日 | L&W                | LANW-0003 [TYPE C] | 1. あなたが居てくれた事 2. 流星マジック 3. サン! サン! サンシャイノベ～ション!                                                                              | 43位             |

### DVD
- 絶対領域 2ndワンマンライブ　（2016年6月27日、レーベルなし、物販限定）[22]